# میر خیرو
خیرالدین خیرو که با نام میر خیرو خان نیز شناخته میشد،حاکم محلی منطقه بندینی ، طراح جنگ و سپه سالار مردم بلوچ جنوب مکران در نبرد های مقابل پرتغال بود. وی پدر بزرگ رحمین بدر فرمانده نامی سپاه بلوچ ها در گیاوان می باشد.